# قطعنامه ۳۳۳ شورای امنیت
قطعنامه ۳۳۳ شورای امنیت سازمان ملل متحد که در تاریخ ۲۲ مه ۱۹۷۳ تصویب شد، سندی بین‌المللی دربارهٔ رودزیای جنوبی است. این قطعنامه طی نشست ۱٬۷۱۶ام با ۱۲ موافق، ۰ مخالف و ۳ ممتنع تصویب شد.